# Java (Spiel)
Java ist ein Brettspiel von Michael Kiesling und Wolfgang Kramer, das im Jahr 2000 von Ravensburger veröffentlicht wurde. Eine englische Übersetzung wurde von Rio Grande Games herausgegeben.
Thema des Spiels ist die Besiedelung der Insel Java durch javanische Herrscher. Das Spielbrett ist mit einer Landschaftsansicht Zentraljavas bedruckt, auf Spielkarten und Spielanleitung finden sich Motive der Kultur Javas. Ein Hauptbestandteil des Spiels besteht im Anlegen von Reisterrassen ganz nach dem Vorbild der javanischen Kultur. Im Laufe des Spiels können Punkte durch die Gründung und den Ausbau von Dörfern sowie das Ausrichten von Palastfesten gesammelt werden.
Java ist das zweite Spiel der Masken-Trilogie. Der Vorgänger ist Tikal, der Nachfolger Mexica. Die Spiele verbindet die Maske als Cover sowie die Grafik von Franz Vohwinkel. Außerdem beginnen alle mit einem leeren Spielplan der sich im Laufe des Spiels füllt und die Spieler haben in jedem eine bestimmte Anzahl Aktionspunkte (Ap).

## Spielprinzip
Durch das dreidimensionale Spielprinzip wird von jedem Spieler viel räumliches Vorstellungsvermögen verlangt. In jeder Runde müssen auf dem hexagonal eingeteilten Spielfeld mehrere Geländetafeln platziert werden. Durch Aneinanderreihen und Stapeln dieser Plättchen entstehen Reisterrassen und Dörfer. Letztere gilt es durch Errichten und Ausbau eines Palastes zu erobern. Dabei erhält derjenige Spieler Punkte, dessen Spielfiguren auf der höchsten Geländetafel stehen.
Um weitere Punkte zu sammeln, kann ein Spieler am Ende einer Runde ein Palastfest ausrichten. Dazu müssen Festpunkte durch Abgabe von Handkarten investiert werden. Eine letzte Möglichkeit, um Punkte zu erhalten, ist das Anlegen von Bewässerungen an Reisterrassen.